# エアシャー・アンド・アラン統監
エアシャー・アンド・アラン統監（エアシャー・アンド・アランとうかん、英語: Lord Lieutenant of Ayrshire and Arran）は、イギリスの官職。統監の1つで、エアシャー・アンド・アランを担当する。1973年地方政府（スコットランド）法でスコットランドの地方自治体再編が行われ、再編に伴う1975年統監令（The Lord-Lieutenants Order 1975）によりエアシャー統監の管轄地域が拡大される形で成立した。

## 一覧
- 1975年3月19日 – 1991年：サー・ブライス・ミュア・ノックス[1][2]
  - エアシャー統監より続投[2]
- 1991年 – 2006年：サー・リチャード・イェイツ・ヘンダーソン[2][3]
- 2006年11月6日 – 2017年10月15日：ジョン・ローレンス・ダンカン[3][4]
- 2017年10月26日 – ：イオナ・サラ・マッキンタイア・マクドナルド（英語版）[4]